# المؤتمر التأسيسي الوطني
المؤتمر الوطني التأسيسي العراقي (INFC) هو حركة مجتمع مدني في العراق. تأسس عقب غزو العراق عام 2003 لتقديم احتجاج سلمي على الاحتلال المستمر للبلاد، وللضغط من أجل عراق موحد، وينبذ العنف صراحةً في منهجيته.

## المؤسسة والقيادة
تأسس المؤتمر يوم السبت، 8 مايو/أيار 2004، على يد الشيخ جواد الخالصي. وهو شيعي، وإمام جامع الكاظمية في شمال بغداد. المتحدث الرسمي باسم المؤتمر هو الدكتور وميض نظمي، أستاذ العلوم السياسية في جامعة بغداد.
يضم المؤتمر أعضاءً متنوعين، من جماعات حقوق المرأة، وجماعات دينية، وقوميين. ومن بينهم ناصريون، ويساريون، وبعثيون من حقبة ما قبل صدام، بالإضافة إلى أكراد، ومسيحيين، وممثلين عن حركة سنية قوية، هيئة علماء المسلمين، التي تربطها علاقات وثيقة بالفلوجة ومدن أخرى معادية بشدة لأمريكا، وأصدقاء وزملاء الشيخ الخالصي الشيعة.

### المشاهدات السياسية
مع تأييدها للانتخابات، قاطعت الجبهة الوطنية العراقية الانتخابات الشعبية التي أُجريت في العراق عام 2005، مُعلنةً أنه من الخطأ المشاركة فيها في ظل الاحتلال وفي ظل الجرائم المُرتكبة بحق الشعب العراقي، "وخاصةً المجازر الوحشية في الفلوجة". ونتيجةً لذلك، لم تحظَ الحركة نفسها بأي شرعية ديمقراطية في صناديق الاقتراع. ويُلخص البيان الختامي لدورتها البرلمانية عام 2005 موقفها:
| « | Long live free and independent Iraq, with sovereignty intact. Long live inclusive, resolute Iraqi unity. | » |

تسعى الجماعة بنشاط إلى تجاوز الطائفية السائدة في المجتمع العراقي بعد الغزو، والتي تجلّت من خلال إعادة تبنيها للصلاة الجماعية بين الجماعات الدينية. كما نصّت الدورة البرلمانية لعام 2005 على الالتزام بـ "الأخوة العربية الكردية"، وأنها "تدعم وحدة العراق شعبًا وأرضًا، وهويته العربية الإسلامية من منظور ثقافي غير عرقي". وفي تعليقه على قناة الجزيرة حول هجوم أودى بحياة 75 شخصًا في مسجد شيعي، قال الخالصي:
| « | The people behind the explosions seek to create sectarian strife between the people of Iraq. However, Iraqis will never allow this to happen. | » |

ومع ذلك، فإن الجبهة الوطنية العراقية تؤيد حق المقاومة المسلحة للاحتلال، ولكنها تدين استهداف العراقيين واحتجاز الرهائن كتكتيك.
فيما يتعلق بالقضية الإسرائيلية الفلسطينية، يتبنى المجلس الوطني الفلسطيني موقفًا متشددًا. فقد نصّت جلسة الكونغرس لعام 2005 على أنه "يرفض [المجلس الوطني الفلسطيني] إقامة أي روابط سياسية أو تطبيعية مع الكيان الصهيوني المغتصب". كما أشار إلى "الخطط الإمبريالية الأمريكية والصهيونية لفرض إرادتها على البشرية".